# Pseudocoenosia nigra
Pseudocoenosia nigra är en tvåvingeart som beskrevs av Shinonaga och Zhang 2000. Pseudocoenosia nigra ingår i släktet Pseudocoenosia och familjen husflugor. Inga underarter finns listade i Catalogue of Life.